# Чеченино (Пермский край)

## География
Деревня Чеченино расположена на правом берегу реки Барда, в  13 километрах от административного центра села Андреево и в 28 километрах от районного центра села Усть-Кишерть. Входит в состав Андреевского сельского поселения, до января 2006 года входила в Чеченинский сельский совет.

## Население
| 2010 | 2011 | 2012 | 2013 | 2014 | 2015 | 2016 |
| ---- | ---- | ---- | ---- | ---- | ---- | ---- |
| 6    | →6   | ↘5   | ↗6   | ↗10  | →10  | ↘9   |

## Транспорт
Автобусное сообщение обееспечивает МУАП «Кишертскавтотранс». Ходят автобусы 104 Петрята — Морозково — Кишерть, 106 Петрята — Морозково — Шумково.